# CA Boca Juniors
Az olasz bevándorlók által alapított CA Boca Juniors Argentína legnépszerűbb labdarúgóklubja. 17 nemzetközi trófeájával a világ legeredményesebb klubja az AC Milannal közösen (az elsőségeket tekintve eggyel előzik meg a Real Madridot és az Independientét). 24 alkalommal nyerte meg hazája bajnokságát. Hazai meccseit az Estadio Alberto J. Armando (La Bombonera) stadionban játssza Buenos Airesben, a Brandsen utca 805-ben. A stadiont kinézete miatt La Bombonera, azaz csokoládé doboznak nevezik.

## Története

### Alapítás
A Boca Juniorst, amely főleg az itáliai bevándorlók lakta La Boca városrész csapata, 1905. április 3-án hozták létre. 5 olasz származású bevándorló Esteban Baglietto, Alfredo Scarpatti, Santiago Sana, Juan és Teodoro Farenga nevéhez köthető az alapítás. Az olasz befolyás miatt ragadt rájuk becenevük, a genovaiak (xeneizes). Kezdetben (az olasz Juventushoz hasonlóan) rózsaszínben játszott az együttes, de amikor szembekerültek egy ugyanolyan színű mezt választó csapattal, megegyeztek, hogy a meccs vesztese kimegy a kikötőbe, és az elsőként befutó hajó zászlója alapján választ új színt, és mivel az első hajó svéd volt, így lett a Boca hivatalos színe a kék-sárga.
- Első amatőr meccs: 1905. május 6. Mariano Moreno ellen.
- Első nemzetközi meccs: 1907. december 8. Universal (Montevideo, Uruguay) ellen.
- Első profi meccs: 1931. május 31. Chacarita Juniors ellen.

A klub életéből két periódus emelhető ki: Juan Carlos Lorenzo edzősködése, amikor a csapat öt bajnoki arany mellett kétszer megnyerte a Libertadores-kupát (1977, 1978), illetve a Carlos Bianchi nevével fémjelzett időszak, amikor kilenc bajnoki címet ünnepelhettek a „csokoládédoboz” (La Bombonera) nevű stadionban. Ekkoriban állította fel veretlenségi rekordját is a csapat, 1998 májusától 1999 júniusáig 40 meccsen át nem kapott ki.

### Mez történelem
Mezük története
| 1905 | 1905 | 1905-06 | 1907-13 | 1913- |

Idegenbeli és speciális mezek
| 1998 Mercosur Kupa | 2000-01 Mercosur Kupa | 2005 alapítása 100. évében* | 2006 vendég |

(*)ezt a modellt csak 2 meccs erejéig viselték

## Stadion

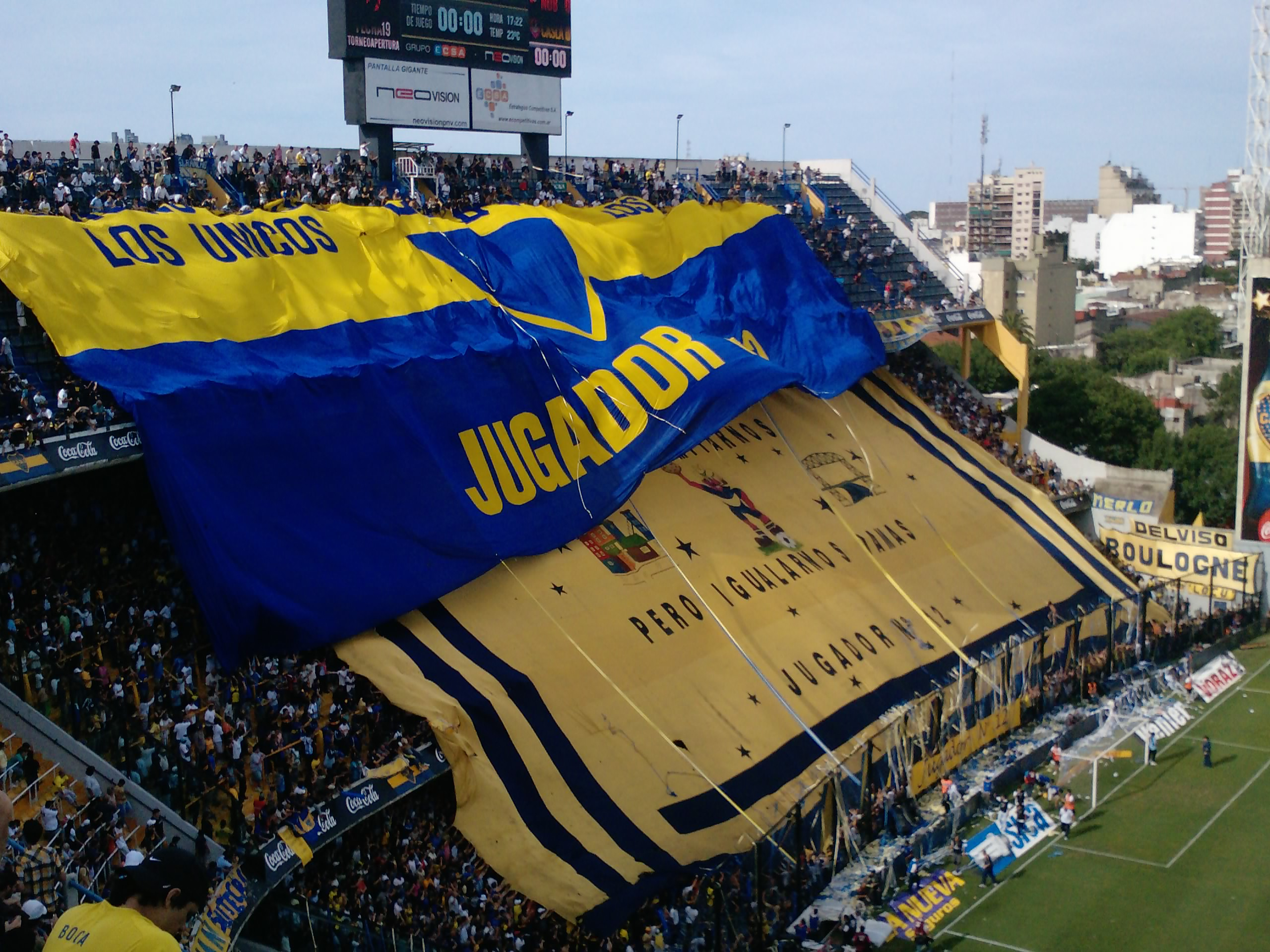

A Boca Juniors stadionját mindenki csak ’La Bombonera’ (Csokoládé doboz) néven ismeri az alaprajza miatt. Nagyon meredekek a lelátók, és futópálya sincs.

## Szurkolói

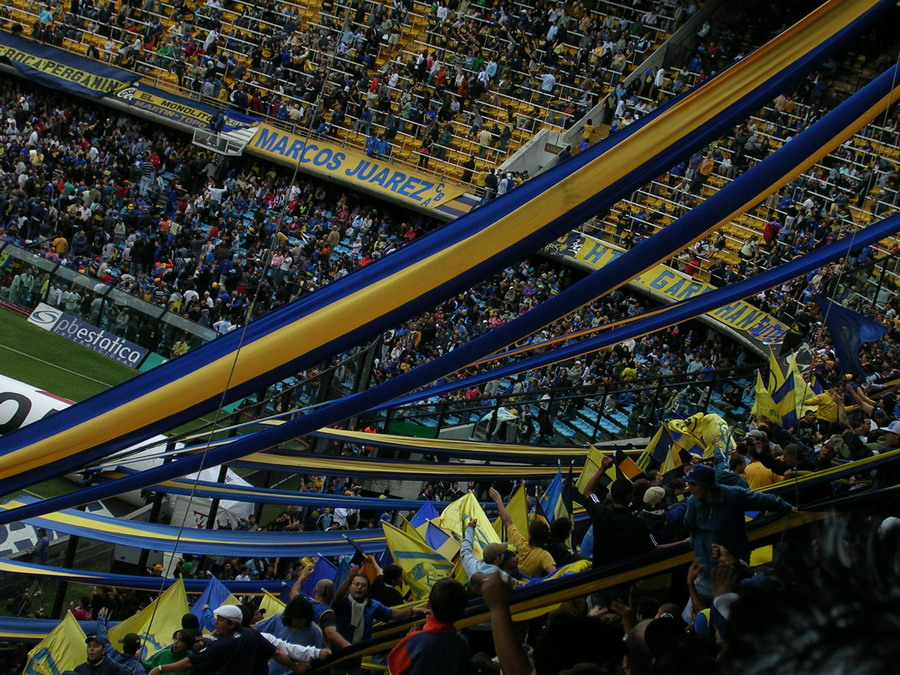
La Doce azaz a csapat 12. játékosa

A csapat szurkolói azt állítják: Argentínában mindig a lakosság fele plusz egy ember a Bocának drukkol. A rivális River Plate hívei más véleményen vannak, bár a Boca tényleg nagyobb szurkolói bázissal rendelkezik, mivel a munkásosztály klubja, szemben az „arisztokrata" Riverrel. 2005-ben például le kellett állítani a klubtagsági kártyák kibocsátását, mivel mind a 61 ezer bérletet eladták… (Spanyolországban, Izraelben és Japánban is vannak hivatalosan bejegyzett Boca-szurkolói klubok). Felmérések szerint Argentína 40%-a a Boca Juniorsnak szurkol, míg 32% a River Plate-nek. A Boca szurkolók ’Gallinas’-nak, vagyis csirkéknek, míg a River fanatikusok pedig ’Bosteros’-nak, szebben kifejezve ganéjgyűjtőknek hívják riválisukat – ami a La Boca negyed szennyezett folyójának szagára utal.

## Superclásico
Argentínában el superclásico-nak nevezik a két legnagyobb fővárosi klub összecsapását. A megtisztelő jelző természetesen nem ok nélkül ragadt a párharcra, ugyanis a Boca Juniors az ország legnépszerűbb, míg a River Plate a legsikeresebb csapata (legalábbis a hazai bajnoki címeket illetően).

## Sikerek
Liga Profesional
- Bajnok (35): 1919, 1920, 1923, 1924, 1926, 1930, 1931 LAF, 1934 LAF, 1935, 1940, 1943, 1944, 1954, 1962, 1964, 1965, 1969 Nacional, 1970 Nacional, 1976 Metropolitano, 1976 Nacional, 1981 Metropolitano, 1992 Apertura, 1998 Apertura, 1999 Clausura, 2000 Apertura, 2003 Apertura, 2005 Apertura, 2006 Clausura, 2008 Apertura, 2011 Apertura, 2015, 2016–17, 2017–18, 2019–20, 2022

Argentin Kupa
- Győztes (4): 1969, 2011–12, 2014–15, 2019–20

Argentin Szuperkupa
- Győztes (2): 2018, 2022

Argentin Ligakupa
- Győztes (2): 2020, 2022

Copa de Competencia Jockey Club
- Győztes (2): 1919, 1925

Copa de Honor Municipalidad de Buenos Aires
- Döntős (1): 1919

Copa Bullrich
- Győztes (2): 1918, 1934

Copa Estímulo
- Győztes (1): 1926

Copa Ibarguren
- Győztes (5): 1919, 1923, 1924, 1940, 1944
- Döntős (1): 1920

Copa General Pedro Ramírez
- Döntős (1): 1945

Copa de Competencia Británica
- Győztes (1): 1946
- Döntős (2): 1944, 1945

Tie-kupa
- Győztes (1): 1919

Copa de Honor Cousenier
- Győztes (1): 1920

Copa Aldao
- Döntős (2): 1919, 1920

Interkontinentális Kupa
- Győztes (3): 1977, 2000, 2003

Copa Libertadores
- Győztes (6): 1977, 1978, 2000, 2001, 2003, 2007

Copa Sudamericana
- Győztes (2): 2004, 2005

Recopa Sudamericana
- Győztes (4): 1990, 2005, 2006, 2008

Supercopa Sudamericana
- Győztes (1): 1989

Copa de Oro
- Győztes (1): 1993

Copa Master de Supercopa
- Győztes (1): 1992

Copa Escobar-Gerona
- Győztes (2): 1945, 1946

## Jelenlegi keret
| Szám | Név           | Nemzetiség |
| ---- | ------------- | ---------- |
| 1    | Agustín Rossi | ARG        |
| 13   | Javier García | ARG        |

| Szám | Név               | Nemzetiség |
| ---- | ----------------- | ---------- |
| 4    | Nicolás Figal     | ARG        |
| 5    | Carlos Zambrano   | PER        |
| 6    | Marcos Rojo       | ARG        |
| 17   | Luis Advíncula    | PER        |
| 18   | Frank Fabra       | COL        |
| 19   | Valentín Barco    | ARG        |
| 24   | Carlos Izquierdoz | ARG        |
| 25   | Gastón Ávila      | ARG        |
| 37   | Agustín Sández    | ARG        |
| 40   | Eros Mancuso      | ARG        |
|      | Marcelo Weigandt  | ARG        |

| Szám | Név                | Nemzetiség |
| ---- | ------------------ | ---------- |
| 8    | Gillermo Fernández | ARG        |
| 14   | Esteban Rolón      | ARG        |
| 16   | Aaron Molinas      | ARG        |
| 20   | Juan Ramírez       | ARG        |
| 21   | Jorman Campuzano   | COL        |
| 23   | Diego González     | ARG        |
| 32   | Agustín Almendra   | ARG        |
| 33   | Alan Varela        | ARG        |
| 36   | Cristian Medina    | ARG        |
| 41   | Rodrigo Montes     | ARG        |

| Szám | Név               | Nemzetiség |
| 9    | Darío Benedetto   | ARG        |
| 11   | Eduardo Salvio    | ARG        |
| 22   | Sebastián Villa   | COL        |
| 27   | Nicolás Orsini    | ARG        |
| 28   | Mateo Retegui     | ARG        |
| 29   | Norberto Briasco  | ARM        |
| 30   | Exequiel Zeballos | ARG        |
| 31   | Cristian Pavón    | ARG        |
| 38   | Luis Vázquez      | ARG        |
|      | Ramón Ábila       | ARG        |

## Jelentős játékosok

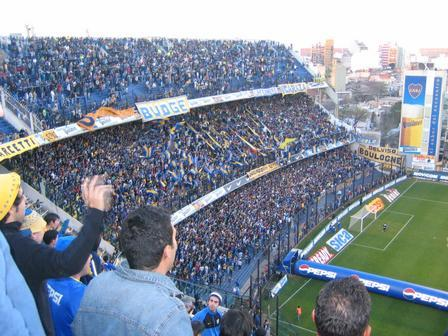
Oldalsó lelátó, 3. szint

### Legjobb góllövők
1. Francisco Varallo (1931–1939) 194 gól
2. Martín Palermo (1997–2001; 2004-napjainkig) 171 gól
3. Jaime Sarlanga (1940–1948) 115 gól
4. Mario Boyé (1941–1949; 1955) 112 gól
5. Delfín Benítez Cáceres (1932–1938) 107 gól

### Amatőr Korszak (1905–31)
- Pedro Calomino (1911–1913, 1915–1924)
- Américo Tesoriere (Kapus) (1916~27)
- Alfredo Garassino (1917–)
- Ramón "Metralleta" Muttis
- Ludovico Bidoglio (1922–31)
- Domingo Tarasconi (1922–32)
- Roberto Cherro (1926~35)
- Pedro Arico Suárez (1929~1942)

### Hivatásos Korszak (1931-napjainkig)

#### 1930–1970
| - Francisco Varallo (1931~39) - Jaime Sarlanga (1940–1948) - Juan Elías Yustrich (1932~37) - Delfín Benítez Cáceres (1932–1938) - Natalio Pescia (1933~42) - Ernesto Lazzatti (1934~47) - Sas Ferenc (1938–42) - Jaime Sarlanga (1940~48) - Mario Boyé (1941~49; 1955) - Severino Varela (1943~45) - José Borello (1945–1950) - Juan Francisco Lombardo (1952–1960) | - Antonio Rattín (1956~70) - Paulo Valentim (1960~64) - José Sanfilippo (1963) - Silvio Marzolini (1960~72) - Antonio Roma (1960~72) - Alfredo "El Tanque" Rojas (1964~68) - Angel Rojas "Rojitas" (1963~71) - Norberto Rubén Madurga (1965~71) - Julio Meléndez (1968~72) - Ramón Héctor Ponce (1966~74) - Rubén Suñé (1969~72, 1976~80) |

#### 1970–1990
| - Enzo Ferrero (1971~75) - Osvaldo Potente (1971~75, 1979~80) - Roberto Mouzo (1971~84) (396 meccset játszott a Bocába) - Hugo Curioni (1973) - Marcelo Antonio Trobbiani (1973~76, 1981~82) - Alberto Tarantini (1973~77) - Vicente "Tano" Pernía (1973~81) - Jorge "Chino" Benítez (1973~83) - Carlos García Cambón (1974~1977) - Darío Luis Felman (1975~78) - Mario Zanabria (1976~80) - Ernesto "Héber" Mastrángelo (1976~81) - Francisco Pedro Manuel Sá (1976~1981) (Világrekord 6 Copa Libertadores cím) | - Hugo Orlando Gatti 1976~89) (Kapus) (765 meccs) - Ricardo Alberto Gareca (1978~80, 1982~84) - Diego Armando Maradona (1981~82, 1995~97) - Miguel Ángel Brindisi (1981~82) - Jorge Comas (1986~1989) - Claudio Marangoni (1988~90) - Carlos Daniel Tapia (1985~1994) - Juan Simón (1988~1994) - Diego Latorre (1987~92, 1996~98) - Carlos Fernando Navarro Montoya (1988~96) (Boca rekord: 180 pályára lépés megszakítás nélkül) - Blas Giunta (1989~93, 1995~97) |

#### 1990–2000
| - Gabriel Batistuta (1990~91) - Alberto Márcico (1992~95) - Sergio "Manteca" Martínez (1992~97) - Cristian "Kily" González (1995~96) - Nelson Vivas (1994~97) - Rodolfo Arruabarrena (1993~2000) - Rubén Da Silva (1994~1995) - Diego Cagna (1995~98, 2003~05) - Juan Román Riquelme (1995~2002, 2007) - Claudio Paul Caniggia (1995~98) - Juan Sebastián Verón (1996) - Luis Hernández (1997) | - Nolberto Solano (1997~98) - Jorge Bermúdez (1997~2002) - Walter Samuel (1997~2000) - Óscar Córdoba (1997~2001) (Kapus) - Mauricio "Chicho" Serna (1998~2002) - Aníbal Samuel Matellán (1996~2001, 2004~2005) - Guillermo Barros Schelotto (1997~2007) (Boca rekord: 16 trófea) - Nicolás Burdisso (1999~2004) - Roberto Abbondanzieri (1997~2006) (Kapus) - Raul Alfredo Cascini (2001~2004) - Rolando Schiavi (2001~2005) - Marcelo Delgado (2000~2003, 2005~2006) - Fernando Gago (2004~2006) - Carlos Tévez (2001~04) - Federico Insúa (2005~06) |

#### Jelentős játékosok napjainkban
- Martín Palermo (1997~2000, 2004~2011) (Több mint 100 gól a Bocában a hazai bajnokságban és 26 nemzetközi liga gól ), Csapatkapitány
- Rodrigo Palacio (2005~2009)
- Sebastián Battaglia (1998~2003, 2005~)
- Hugo Ibarra (1998~2001, 2002~2003, 2005~)
- Claudio Morel Rodriguez (2004~)

## Egyéb sportágak

### Kosárlabda
A Boca Juniors kosárlabda csapat három alkalommal (1996/97, 2003/04, 2006/07) nyerte meg a Argentin Nemzeti Ligát ötször az Argentin kupát (Copa Argentina 2002, 2003, 2004, 2005, 2006), az Argentin Top 4-et (2004), és háromszor Dél-Amerikai Club Bajnokságot (2004, 2005, 2006). Sportcsarnokuk a Luis Conde Arena, jobban ismerten La Bombonerita (kicsi Bombonera).

### Röplabda
Boca Juniors röplabdacsapata nyerte a Metropolitan azaz a nemzeti bajnokságot 1991, 1992 és 1996-ban, aztán második lett az 1996/97 szezonban. Ekkor elhagyták a támogatók, a csapat csődbe ment, de ezután egy korábbi Boca játékos Marcelo Gigante újjá szervezte a csapatot.Nem sokkal később már a másodosztályban szerepeltek, mignem 2005-ben visszajutottak az elsőbe.

### Autóversenyzés
2005-től kezdődően indult egy bajnokság sorozatgyártású túraautók számára, amelyeket football csapatok szponzoráltak. Az autók V6-os motorral lettek felszerelve, innen a sorozat neve is: Top Race V6. Két veterán pilota Ortelli és Bessone valamint egy hajdani Boca játékos Vicente Pernía vezettek a Boca csapatában. Ortelli végül megnyerte az első Top Race V6 bajnokságot a Boca Juniorsnak.

### Női labdarúgás
A Boca Juniors női csapata 8-szor nyerte meg a bajnokságot: 1992, 1998, 1999, 2000 (veretlenül), 2001 Apertura, 2002 Clausura, 2003 Apertura, és 2004 Apertura

### Futsal
Boca 4-szer nyert bajnokságot: 1991, 1992, Clausura 1997, és Apertura 1998

### Egyéb
A Boca a következő sportágakban is jelen van: judo, karate, taekwondo és súlyemelés

## Magyarok a klubnál
- Sas Ferenc
- Waltner Róbert